# Преображенский, Александр Филиппович
Александр Филиппович Преображенский (1846 — 17 апреля 1913) — русский педагог, действительный статский советник. Директор Ялтинской Александровской мужской гимназии (1897—1903).

## Биография
Родился в 1846 году в семье священника.
Окончил Санкт-Петербургский историко-филологический институт. С 3 июня 1873 года на службе по линии Министерства народного просвещения. В чине надворного советника преподавал историю и географию в 1-й Херсонской мужской гимназии (1880). Работал инспектором в гимназиях юга России: в Симферополе (1884), коллежский советник, инспектор в гимназии Ростова-на-Дону (1885—1886), инспектор в прогимназии Ялты (1887). С 1892 года был директором Ялтинской мужской прогимназии на Бульварной улице.
29 ноября 1897 года действительный статский советник А. Ф. Преображенский назначается директором Ялтинской Александровской мужской гимназии. В его директорство начинает складываться педагогический процесс в гимназии, растет количество учеников и преподавателей, строится церковь, а также пансион для иногородних гимназистов слабых здоровьем. Одновременно он являлся членом Попечительского совета Ялтинской женской гимназии, возглавлял Общество для пособия недостаточным ученикам мужской и женской гимназий. При нем в 1899 году торжественно отметили 100-летие со дня рождения А. С. Пушкина.
В Ялте проживал с женой Олимпиадой Антоновной и двумя дочерьми (1884 и 1892 г.р.) в собственном доме на Горном проспекте.
В 1904 году, после 30-летней педагогической деятельности, вышел в отставку. Награжден орденами и медалями. Преподавал в 1908—1913 годах в частной женской гимназии А. А. Ахновской в Севастополе.
Умер 17 апреля 1913 года. Могила на старом Севастопольском кладбище.

## Награды
- орден Св. Анны 3 ст. (1886),
- орден Св. Станислава 2 ст. (1893),
- орден Св. Анны 2 ст.,
- орден Св. Владимира 4 ст. (1900),
- медаль в память царствования Императора Александра III[1].